# Geelsnavelekster
De geelsnavelekster (Pica nuttalli) is een zangvogel uit de familie van de kraaien en het geslacht eksters (Pica). Deze vogel is genoemd naar zijn ontdekker, de Engelse botanicus en zoöloog Thomas Nuttall (1786-1856).

## Kenmerken
De geelsnavelekster is in totaal 43–54 cm lang. Hij heeft een 20–27 cm lange staart die trapvormig afloopt en wit-zwarte vleugels. De poten zijn zwart en 41 tot 51 mm lang. De gele snavel is 20 tot 32 mm lang, gebogen en sterk. De vogel weegt 148 tot 181 gram.
De soort is van onder wit gekleurd. De kop, de borst, de rug, de staart en de nek zijn glinsterend en zwart. De handpennen zijn wit maar uiteinden zijn zwart.

## Leefwijze
Ze foerageren in groepjes op de grond. Geelsnaveleksters eten bessen, grote insecten zoals kevers en rechtvleugeligen en aas.

## Verspreiding en leefgebied
De geelsnavelekster komt voor in Californië. De soort leeft op savannes en in de dalen van de Sierra Nevada.

## Status
De geelsnaveleksterl heeft een beperkt verspreidingsgebied en daardoor is er de kans op uitsterven. De grootte van de wereldpopulatie werd in 2020 geschat op 400.000 volwassen individuen. Tussen 2004 en 2008 is de populatie bijna gehalveerd door het Westnijlvirus en sindsdien blijven de aantallen langzaam verder dalen. 
Om deze redenen staat deze soort ekster als kwetsbaar op de Rode Lijst van de IUCN.